# Kabinett Oettinger II
Das Kabinett Oettinger II regierte das Land Baden-Württemberg in der 14. Wahlperiode vom 14. Juni 2006 bis 10. Februar 2010. Ministerpräsident Oettinger legte an diesem Tag das Amt nieder, um EU-Kommissar in Brüssel zu werden. Es folgte Stefan Mappus.
| Amt | Name                                  | Partei | Partei  |
| --- | ------------------------------------- | ------ | ------- |
| Ministerpräsident                                                                                                  | Günther Oettinger                     |        | CDU     |
| Stellvertretender Ministerpräsident                                                                                | Ulrich Goll                           |        | FDP/DVP |
| Minister für Justiz                                                                                                | Ulrich Goll                           |        | FDP/DVP |
| Minister im Staatsministerium und für europäische Angelegenheiten (ab 4. Juni 2008 auch für Bundesangelegenheiten) | Willi Stächele (bis 3. Juni 2008)     |        | CDU     |
| Minister im Staatsministerium und für europäische Angelegenheiten (ab 4. Juni 2008 auch für Bundesangelegenheiten) | Wolfgang Reinhart (ab 4. Juni 2008)   |        | CDU     |
| Inneres | Heribert Rech                         |        | CDU     |
| Kultus, Jugend und Sport                                                                                           | Helmut Rau                            |        | CDU     |
| Wissenschaft, Forschung und Kunst                                                                                  | Peter Frankenberg                     |        | CDU     |
| Finanzen | Gerhard Stratthaus (bis 3. Juni 2008) |        | CDU     |
| Finanzen | Willi Stächele (ab 4. Juni 2008)      |        | CDU     |
| Minister für Wirtschaft                                                                                            | Ernst Pfister                         |        | FDP/DVP |
| Ernährung und Ländlicher Raum                                                                                      | Peter Hauk                            |        | CDU     |
| Arbeit und Soziales                                                                                                | Monika Stolz                          |        | CDU     |
| Umwelt | Tanja Gönner                          |        | CDU     |
| Minister und Bevollmächtigter des Landes beim Bund (bis 3. Juni 2008)                                              | Wolfgang Reinhart                     |        | CDU     |
| Staatssekretär im Staatsministerium                                                                                | Rudolf Böhmler (bis 15. Juli 2007)    |        | CDU     |
| Staatssekretär im Staatsministerium                                                                                | Hubert Wicker (ab 16. Juli 2007)      |        | CDU     |
| Staatssekretär im Wirtschaftsministerium                                                                           | Richard Drautz                        |        | FDP/DVP |
| Ehrenamtliche Staatsrätin für demographischen Wandel und für Senioren im Staatsministerium                         | Claudia Hübner                        |        | CDU     |
| Politischer Staatssekretär im Innenministerium                                                                     | Rudolf Köberle                        |        | CDU     |
| Politischer Staatssekretär im Ministerium für Kultus, Jugend und Sport                                             | Georg Wacker                          |        | CDU     |
| Politischer Staatssekretär im Ministerium für Wissenschaft, Forschung und Kunst                                    | Dietrich Birk                         |        | CDU     |
| Politischer Staatssekretär im Finanzministerium                                                                    | Gundolf Fleischer                     |        | CDU     |
| Politische Staatssekretärin im Ministerium für Ernährung und Ländlichen Raum                                       | Friedlinde Gurr-Hirsch                |        | CDU     |
| Politischer Staatssekretär im Ministerium für Arbeit und Soziales                                                  | Dieter Hillebrand                     |        | CDU     |